# Altani Baatar
Altani (russisch Алтани, Илдэй-эхэ, 12. Jahrhundert) war eine Heldin der Mongolen. Sie war die Frau von Borokhul, einem adoptierten Sohn von Hoelun, der Mutter von Dschingis Khan.

## Heldentat
Altani gehörte zum Camp von Hoelun, der Mutter von Dschingis Khan. Ein Tatare, „Qargil Shira“, kam in das Zelt, in dem sich die beiden aufhielten. Er gab vor, Gastfreundschaft zu suchen, aber als Tolui, der jüngste Sohn von Dschingis Khan und dessen erster Frau Börte ins Zelt kam, schnappte sich Qargil Shira den Jungen und rannte hiaus. Altani folgte ihm, hinderte ihn daran den Jungen zu erstechen und entrang ihm das Messer. Dann hielt sie ihn solange fest, bis Jetei und Jelme herankamen und ihn töteten. Die Wächter und Altani beanspruchten alle drei die Ehre, Tolui gerettet zu haben, aber Dschingis Khan entschied, dass Altani den größten Anteil an der Rettung hatte. Er pries sie als Baatar, als Heldin der Mongolen.

## Sources
- Die Geheime Geschichte der Mongolen
- Jack Weatherford: The Secret History of the Mongol Queens: How the Daughters of Genghis Khan Rescued His Empire. Broadway Paperbacks, New York 2010.